# Kunstmuseum din Berna

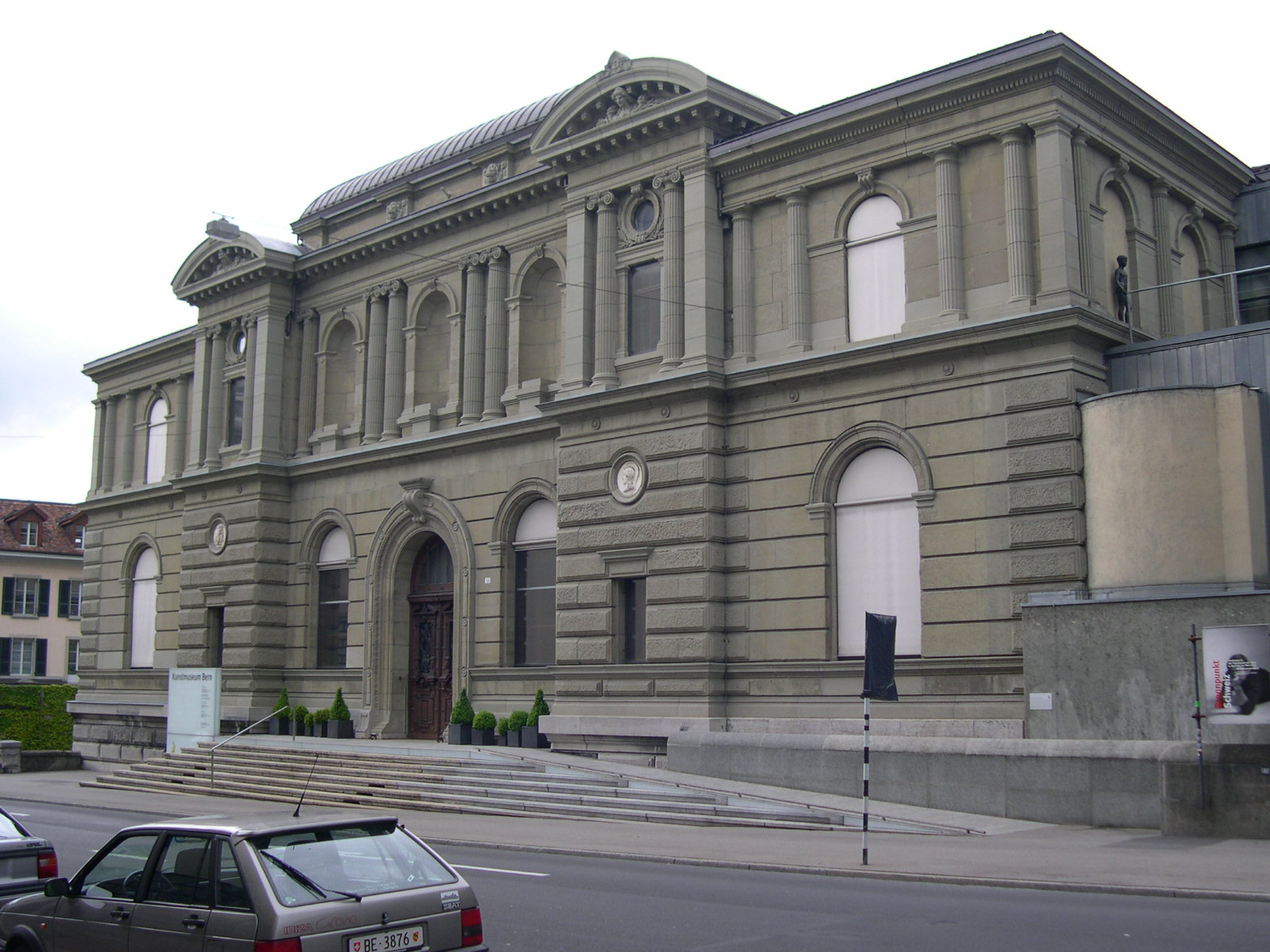
Faţada Muzeului de Artă din Berna

Kunstmuseum este un muzeu de artă antică, modernă și contemporană din Berna (Elveția).

## Istoria
Acest muzeu a fost creat în 1879.
În primii 50 de ani administrația muzeului a mers pe colecționarea operelor cu precădere a artiștilor cernesi și elvețieni.
Abia prin anii 1930 și-au făcut apariția și primele opere ale marilor artiști europeni ai anilor 1800 și 1900.
Grazie ad un accordo con il figlio di Paul Klee, Felix, il museo istituì la Paul Klee-Stiftung; da questo accordo ne conseguì il deposito presso questo museo del suo vasto patrimonio di opere: 40 dipinti, 160 acquarelli e gouache, 2200 disegni, quaderni di schizzi, sculture ed incisioni (1952).
Nel 1962 i coniugi Hermann e Margrit Rupf donarono al museo la loro magnifica collezione di arte moderna, ossia opere di Pablo Picasso, Georges Braque, Juan Gris e Fernand Léger.
Alla morte del mercante Georges F. Keller al museo furono lasciate in eredità opere di Pierre-Auguste Renoir, Paul Cézanne, Henri Matisse, Pablo Picasso, Amedeo Modigliani, Maurice Utrillo e Salvador Dalí.

Altri artisti rappresentati sono: Gustave Coubert, Edouard Manet, Camille Pissarro, Claude Monet, Alfred Sisley, Vincent Van Gogh, Marc Chagall, Vasili Kandinski.

## Operele cele mai importante

### Paul Cézanne
- Autoportret cu pălărie (1879-1880)